# Inventio Fortunata
De Inventio Fortunata is een verloren boek dat grote invloed heeft gehad op de vroege ontdekkingsreizen.

## Achtergrond

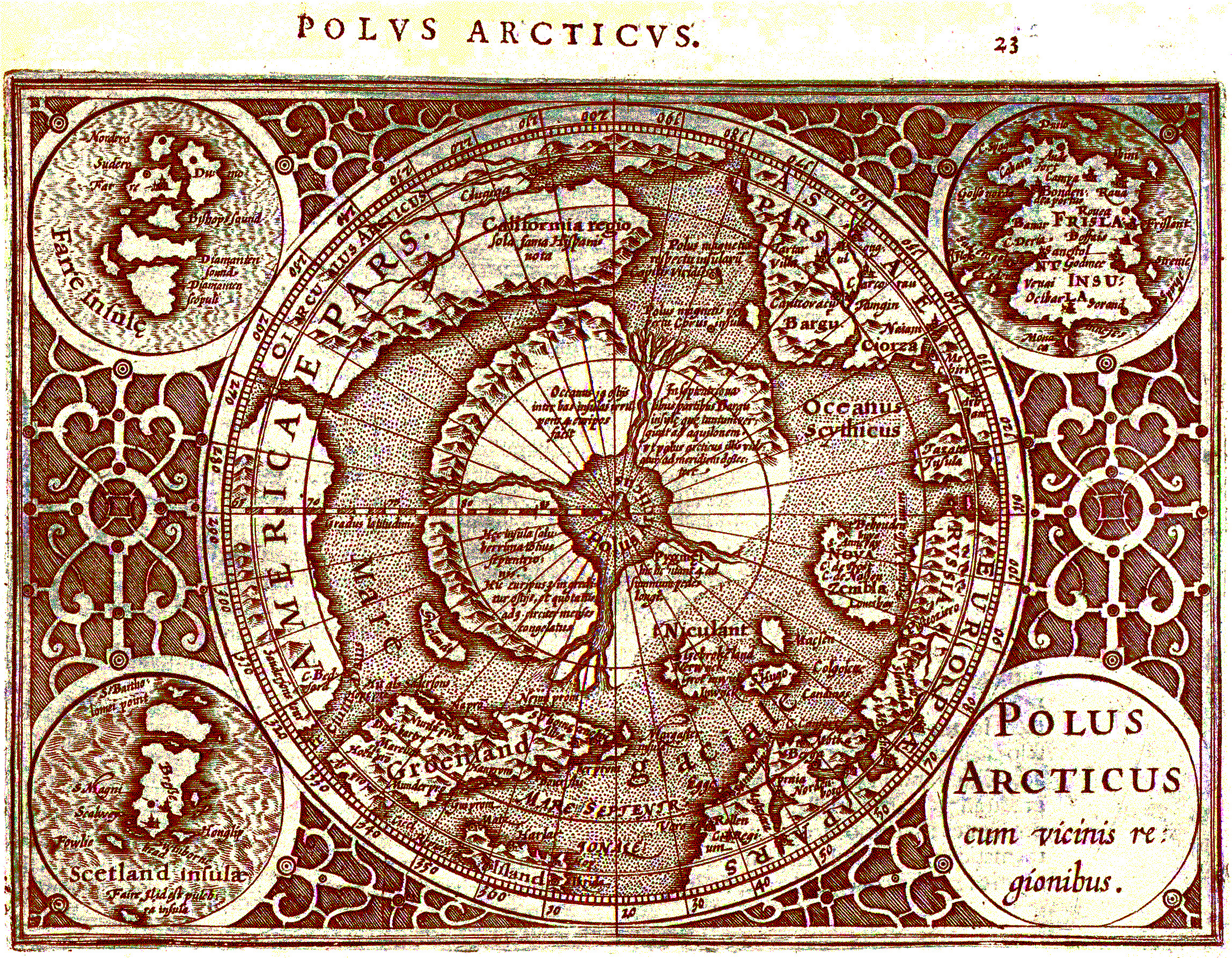
De Noordpoolkaart van Mercator, getekend naar de gegevens die oorspronkelijk in de Inventio Fortunata stonden.

De Inventio Fortunata zou door een Engelse monnik zijn geschreven, die in de veertiende eeuw een lange zeereis maakte naar de noordwestelijke streken van de Atlantische Oceaan. Hij kwam terug van zijn reis en gaf aan de Engelse koning, Eduard III, een boek dat hij over zijn reis geschreven had. Het boek raakte later echter kwijt en het enige wat wij er thans over weten, zijn enkele uittreksels, die door een Nederlander, Jacobus van Knooij, gemaakt werden. Hieruit blijkt dat een belangrijk deel van de Inventio uit een aardrijkskundige beschrijving van het noordpoolgebied moet hebben bestaan. Er zou hier een onbekend land hebben gelegen dat uit vier grote eilanden bestond, die in een kring rondom het Poolpunt lagen. Vier grote naar binnen lopende rivieren verbonden de eromheen liggende Oceaan met een binnenzee, waarin precies op het Poolpunt een grote zwarte rots uitstak, die een omtrek van 33 zeemijlen had en bijna tot aan de hemel reikte: de Rupes Nigra. Door de snelheid van het naar binnen stromende water ontstond rondom dit rotseiland een grote maalstroom of draaikolk, waarin het water uiteindelijk in de diepte van de aarde verdween. Een van deze eilanden zou ook door pygmeeën bewoond zijn, die nooit groter dan vier voet werden en dat waren de mensen die de Groenlanders Screlingers noemden.
In zijn boek Itinerarium, schrijft Jacobus onder andere:

Bijna vierduizend mensen voeren de naar binnen lopende waterwegen

op, en verdwenen aldaar, en werden nooit meer teruggezien. Maar in

het jaar 1364 kwamen acht van dezen toch terug, en meldden zich bij

het hof van de koning van Noorwegen. Onder hen waren er ook twee

priesters, waarvan de ene een astrolabium bezat, die uit een

Brusselse familie bleek te stammen. Alle acht voeren op het eerste

schip, dat de noordelijke wateren binnengevaren was. 

Een astrolabium is een instrument dat onder andere gebruikt werd om de hoogte van sterren boven de horizon te bepalen – een vroege uitgave van de sextant met andere woorden  de astrolabia werden in de middeleeuwse astronomie veel gebruikt, maar waren ook van groot nut bij het uitmeten van kustlijnen en het tekenen kaarten.
Gedurende de Tachtigjarige Oorlog moet ook het boek van Jacobus verloren zijn geraakt, en het enige wat wij er nu van weten zijn enige opmerkingen die Gerard Mercator hierover in een brief naar de Engelse wiskundige John Dee in 1577 schreef. Deze brief bevindt zich nu in het British Museum te Londen. Jacobus zou in 's-Hertogenbosch gewoond hebben, maar Den Haag wordt ook als zijn woonplaats genoemd.